# Pure (Computerspiel)
Pure ist ein Videospiel aus dem Genre der Action-Rennspiele. Es ist seit dem 25. September 2008 für Windows PC (Windows), PlayStation 3 und Xbox 360 erhältlich.
Das Extremsport- und Offroad-Rennspiel Pure wurde von Black Rock Studio, einem Entwicklungsstudio von Disney Interactive Studios, produziert. Die Black Rock Studios firmierten früher als Climax Racing und haben sich mit Titeln wie Moto GP und ATV Offroad Fury bereits einen Namen im Rennspiel-Bereich gemacht. Technischer Berater für Pure ist Wes Miller, Profi-Quadfahrer und Gründer der Extremsport-Filmfirma H-Bomb Films.

## Spielprinzip
Pure ist ein Action-Rennspiel mit ATVs / Quads. Auf 12 Locations, die in etwa 50 Tracks unterteilt sind, tritt der Spieler im Einzelspieler-Modus gegen 15 KI-Fahrer oder in diversen Multiplayer-Modi online an. Auf der Strecke gibt es zahlreiche natürliche Sprungschanzen wie Anhöhen oder Hügel, mit deren Hilfe weite und hohe Sprünge möglich sind. In der Luft nutzt der Fahrer die Flugzeit, um akrobatische Manöver und Tricks auf dem Quad auszuführen. Mit diesen Tricks wird die Boostleiste erhöht. Hat sie einen bestimmten Level erreicht, stehen einem weitere komplexere Tricks oder eine höhere Geschwindigkeit zur Verfügung. Insgesamt verfügt Pure über 70 verschiedene auszuführende Stunts und Tricks. Zum Prinzip des Spieles gehört es auch, das eigene Quad zu tunen und mittels einer Vielzahl zusätzlicher Bauteile individuell zu verbessern.

## Spielmodi
In Pure gibt es neben dem normalen Rennmodus die Modi Freestyle, Sprint und Freeride. Die Schwerpunkte der Modi liegen entweder auf den Stunts oder auf der Geschwindigkeit. Im Freeride kann der Fahrer die Strecke frei erkunden und Stunts üben.

## Kritik
Pure erreicht laut critify.de eine gemittelte Wertung von 86 % (PS3-Version) bzw. 84 % (Xbox-Version) in den Reviews verschiedener deutscher Spielewebseiten und Magazinen.

## Soundtrack
Der Soundtrack des Spiels besteht aus einer Vielzahl neuer, sowie bekannterer Bands aus verschiedenen Genres von Indie über Rock, Punk und Hip-Hop. Das Spiel enthält die folgenden Titel:
- The Answer – Into the Gutter
- Fred Baker – Genius Touch
- Jeff Beck – Grease Monkey
- Calyx & Teebee – Dual Processed Featuring MC Verse
- The Datsuns – Maximum Heartbreak und Sittin' Pretty
- Diet Kong – With Magic
- Adam Freeland – Spin Machine
- The Futureheads – Beginning of the Twist
- DJ Hyper – We Control
- Midfield General – On the Road
- The Music – Strength in Numbers
- My Luminaries – The Sound of Music
- Noise Control – Cities of Dreams und Mud Bath
- Pendulum – Granite und Showdown
- Pop Levi – Wannamama
- Qemists – Drop Audio und Stomp Box
- The Radishes – Good Machine
- Silvertone – Try
- The Subways – Rock and Roll Queen
- Tapeworm – Getting Through
- The Whigs – Need You Need You
- Zero DB – Late in the Day und Redline
- Wolfmother – Woman
- We Are Scientists – Inaction
- Blindside – For the Nation